# Tào Phúc Điền
Tào Phúc Điền (sinh: Tĩnh Hải, Trung Quốc; bị xử tử: 1901, Tĩnh Hải, Trung Quốc) là tổng tư lệnh của quân khởi nghĩa Nghĩa Hoà Đoàn dưới quyền của Trương Đức Thành. Truyền thuyết cho rằng Tào có khả năng tự làm mình biến mất và có thể xuất hiện ở cả hai nơi cùng lúc. Với sự bùng nổ phong trào Nghĩa Hòa Đoàn, Tào Phúc Điền đóng vai trò là một người lính. Một số nguồn cho rằng ông là từng một tên cướp nổi tiếng tàn bạo.
Vào ngày 14 tháng 7 năm 1900, Thiên Tân bị chiếm bởi Liên minh Tám nước: Nhật Bản, Ý, Anh, Hoa Kỳ, Áo-Hung, Pháp, Đức, Nga nên ông phải trốn về quê hương ở Tĩnh Hải. Vào tháng 5 năm 1901, Tào Phúc Điền bị các Đế quốc thực dân bắt và bị xử tử vào tháng nào không rõ cùng năm.
Tào Phúc Điền có tuổi thơ không rõ ràng và nổi tiếng là một vị thủ lĩnh tàn nhẫn của nghĩa quân. Ông đã từng gặp Từ Hi Thái hậu để luận việc nước qua Hoàng tử Tái Y. Đài tưởng niệm Tào Phúc Điền nằm trong quần thể Đài tưởng niệm liệt sĩ Nghĩa Hoà Đoàn.